# Александер Ґершенкрон
Александер Ґершенкрон (англ. Alexander Gerschenkron; 1904, Одеса — 26 жовтня 1978, Кембридж, Массачусетс) — народжений в Одесі, американський історик економіки єврейського походження. Професор Гарвардського університету, вишкіл отримав в школі економіки Віденського університету.
Його ранні роботи зосередженні на економічному розвитку в радянському союзі та Східній Європі. В його відомій статті 1947 року він описав Ефект Ґершенкрона ( Зміна базового року для індексу визначає темп зростання індексу). У своїх ранніх роботах він переслідував статистичні трюки радянських планувальників.
Автор програмної статті «Економічна відсталість в історичній перспективі» (англ. Economic Backwardness in Historical Perspective), яка вийшла друком у 1951 році. Її основні тези стверджують:
- Відсталі країни, внаслідок своїх історичних особливостей, повинні виробляти свою власну стратегію розвитку, відмінну від розвинутих країн
- Відсталі країни не можуть просто "врости" у розвинутість, шляхом поступових й акумулятивних змін - вони мають у цей стан "застрибнути" (якщо використовувати термінологію Ґершенкрона, вони мають зробити frog leap (жабячий стрибок) або to leap-frog (стрибнути як жаба)
- Щоб перестрибнути, потрібна правильна стратегія. І чим далі на Схід, тим більшою є роль держави як головного аґента змін
- Щоб перестрибнути, має бути також відповідна ідеологія. Ґершенкрон вважає, що у багатьох випадках це були ідеології модернізації — марксизм або націоналізм

Головним внеском Ґершенкрона було радикальне заперечення метафори стадій, котра домінувала в інтелекутальній традиції ХІХ-ХХ ст., і виразниками якої були Карл Маркс, Оґюст Конт, Вернер Зомбарт, Волт Вітмен Ростоу. Всі вони уявляли суспільство як особу, яка мали пройти через усі стадії розвитку – від народження до зрілості. Ґершенкрона натомість порівнюють з Фройдом, який бачив проблеми розвитку особи уже в дитинстві, а тому ставив під сумнів «залізний закон послідовності».